# Verbascum subnivale
Verbascum subnivale är en flenörtsväxtart som beskrevs av Pierre Edmond Boissier och Hausskn.. Verbascum subnivale ingår i släktet kungsljus, och familjen flenörtsväxter. Inga underarter finns listade i Catalogue of Life.